# اسکار هایل
 اسکار هایل (آلمانی: Oskar Heil؛ زاده ۱۹۰۸ - درگذشته ۱۵ مهٔ ۱۹۹۴) یک فیزیک‌دان اهل آلمان بود.